# Световно еврейство
Световното еврейство или Интернационалното еврейство е елемент на повечето антисемитски теории за световната конспирация, според който съществува организация на евреите в целия свят, която се стреми към световно господство и налагане на собствената си визия за света и правилата за световно управление и ред.
Свързани термини са световната еврейска конспирация или световното еврейско господство, международен финансов ред, юдомасонски заговор и „вечният евреин“ (Ахасфер). В тази редица на наложила се универсална терминологична общоупотребимост се срещат и изразите „ционистко окупационно правителство“, „еврейско лоби“ и т.н.
За националсоциалистите, „световното еврейство“ е „световен враг“ номер едно, което обстоятелство е отразено и в политическото завещание на Адолф Хитлер.